# Ouled Hbaba
Ouled Hbaba è un comune dell'Algeria, situato nella provincia di Skikda.